# 正義使者 -我的英雄學院之非法英雄-
《正義使者 -我的英雄學院之非法英雄-》是堀越耕平擔任原作、古橋秀之負責劇本、別天荒人繪製的日本少年漫畫，也是《我的英雄學院》的外傳漫畫，最初在增刊雜誌《少年JUMP GIGA》Vol.2-Vol.4期間連載，2016年12月17日至2022年5月28日移至網上漫畫平台少年Jump+連載，全15卷。
2024年12月22日，宣佈獲改編為電視動畫，於2025年4月起播出，由BONES FILM製作。

## 大綱
綠谷出久進入雄英高中的五年前，一位沒有英雄執照、被稱為義警「親切俠」的大學生灰迴航一經常在晚間的大街小巷活用「個性」行俠仗義。某天晚上，他和自稱「自由偶像」的少女POP☆STEP在小巷被一群小混混襲擊時，一位名為「手指虎」的義警現身拯救他們，並招攬兩人成為他的助手。

## 登場人物

### 主要人物
灰廻航一（Haimawari Koichi）／親切俠（Nice Guy） → 爬行者（The Crawler）
配音：梅田修一朗（日本動畫）
本作男主角。19歲的大學1年級生，到處打零工，因個性太弱的關係而自認沒有資格就讀高中英雄科，沒有英雄執照的他仍希望能成為英雄，因而在晚間穿著歐爾麥特的外套化身成義警行俠仗義，被市民稱作「親切俠」。
個性：滑行
能夠在任何平面上滑行，然而發動時雙手和雙腳都必須與表面接觸，而且速度只比騎自行車稍微快一點，被許多人笑稱「很像一隻蟑螂」。
羽根山和步（Haneyama Kazuho）／POP☆STEP（Pop☆Step）
配音：長谷川育美（日本動畫）
本作女主角。未經許可進行遊擊演唱會、自稱自由偶像的女高中生。
個性：跳躍
能跳至幾米的高度
雄黑巌（Oguro Iwao）／手指虎（Knuckleduster）
配音：間宮康弘（日本動畫）
謎團重重的中年男子，航一的師傅，雖然無個性卻有英雄級的戰鬥力。在市內到處追查一種能增強服用者個性的新型毒品「觸發」。
曾經也是一名有個性的職業英雄，但其個性在後來被「All For One」 奪走了。
個性：超頻→無個性

### 協力者
佐間津一目（Samazu Ichimoku）
配音：奧田寬章（日本動畫）
私立卍塾學園中等部學生。POP☆STEP的超級粉絲。打扮像是不良少年，留著飛機頭並戴著護目鏡造型的太陽眼鏡。會提供目擊情報並協助航一等人。和浪丸時常爭吵，兩人曾因鬥毆被鎮壓而與手指虎以及航一等人相識。
個性：光束（暫稱）
能從眼睛發射光束。此個性與戴著護目鏡的靈感似乎來自X戰警的獨眼龍
浪丸十兵衛（Namimaru Juubee）
配音：勝杏里（日本動畫）
佐間津的朋友。長有鬍鬚、外表粗獷的小個子男子，戴著被壓扁的學帽，打扮也像是不良少年。與佐間津一樣是POP☆STEP的超級粉絲。與佐間津不同，他是轉學到鳴羽田的學生。與佐間津一起協助航一等人。
個性：木刀（暫稱）
能從手中長出木刀。
塚內真（Tsukauchi Makoto）
配音：瀨戶麻沙美（日本動畫）
航一的學姊，也是本篇登場的塚內直正的妹妹，21歲。
個性開朗、善於社交，行動力十足。將世界上第一個英雄認證制度《羅德島新州法》中，從189名義警中僅有7人被認定為英雄一事，作為自主研究的主題，思考「英雄與敵人之間決定性的差異是什麼？」作為研究的一環試圖接觸「鳴羽田義警」，並提出以教航一念書為交換，請他擔任保鑣，但並未察覺航一其實就是義警之一。
個性：測謊器
能夠判斷與她有身體接觸的人所說話語的真偽。

### 警察
塚内直正（Tsukauchi Naomasa）
配音：川島得愛（日本動畫）
負責調查幾宗由「觸發」所引起的敵人襲擊事件的警部，認為航一等人的義警行為是罪行。
田沼榮三（Tanuma Eizou）
配音：江川央生（日本動畫）
塚內的前輩或上司。
穿著皺巴巴的襯衫、留著邋遢鬍渣的瘦弱男子，雖然看起來不修邊幅，但作為刑警擁有敏銳的直覺。是讓塚內與歐爾麥特相識的關鍵人物，也是少數知曉歐爾麥特秘密的人之一。
玉川三茶（Tamakawa Sansa）
配音：待查詢（日本動畫）
塚內的部下，貓臉孔的男性，左撇子。

### 敵人

#### 敵人製造工廠
蜂須賀九印（Hachisuka Kuin）／雄黑珠緒（Oguro Tamao）
配音：千本木彩花（日本動畫）
一名左眼帶著眼罩的高中二年級生。
表面上是開朗又有活力，擁有許多朋友、深受人喜愛的POP☆STEP粉絲；私底下卻是以打工的方式從事敵人行為，運用能操縱蜜蜂的個性在街上散播「觸發」，製造混亂。
「蜂須賀九印」是假名，其真實身分是手指虎的女兒。
個性：女王蜂
能從左眼中釋放並回收工蜂。
透過大量產生與操控工蜂，可執行偵查、傳遞情報，甚至將「觸發」藏於蜂腹中，對一般市民進行無差別投與。她與蜂群能進行高度的意識連結，甚至能從蜂翅的聲音中辨別中毒者的細微變化。此外，她與工蜂共享痛覺，若工蜂被擊潰，本人左眼會流血。
然而該能力其實來自一種被稱為「馴蜂人」的第三者個性：可將寄生蜂植入他人，於體內建立蜂巢並操控宿主。蜂須賀也是被這種寄生蜂植入而遭到操控的人之一。
司坦達爾（Stendhal）／赤黑血染（Akaguro Chizome）
配音：井上剛（日本動畫）
專門獵殺突發性敵人的黑暗義警，並認為自己的行為是在彌補善與惡之間的差距。第9話從突發性敵人手中救下航一
因蜂須賀替他獲得了阿邊川天忠會成員的血液樣本而順利使用「凝血」個性消滅他們。為了報答她而不情願地答應幫助她殺死幾個突發性敵人。
某天晚上因盯上再次服用「觸發」的爪牙而遇上航一與手指虎，雖認為自己與手指虎相信相同的理念，但手指虎對此並不同意，故兩人大打出手，途中鼻子被手指虎狠狠揍了一拳，手指虎宣稱像他這樣戴著面具的人，缺乏真正的決定論。
受這些評論的啟發，司坦達爾從此決心以消滅假英雄為目標，認為這些英雄的罪過比惡棍還大。 在刺傷了蜂須賀的左眼後，他削掉了鼻子，拋棄了他的「面具」，並宣稱將用「無法抹去的汙漬」把世界染成血紅色，為後來成為「英雄殺手」污點的故事埋下伏筆。
個性：凝血
能透過舔食目標人物的血液導致目標人物全身無法動彈，時限最長為八分鐘，而時限的長短會隨著血型的不同而改變（持續時間為O＞A＞AB＞B）。

#### 突發性敵人
釘崎爪牙（Kugizaki Souga）
配音：鳥海浩輔（日本動畫）
個性：釘子
燈市燃（Touchi Moyuru）
配音：平井啟二（日本動畫）
十日夏猛迅（Tookage Raputo）
配音：星祐樹（日本動畫）
久久津真里夫（Kukutsu Mario）
配音：近藤孝行（日本動畫）
岩甲晶（Iwakou Akira）
配音：小上裕通（日本動畫）

#### 改造敵人
鰻澤照生（Unagisawa Teruo）
配音：神木孝一（日本動畫）

### 職業英雄
歐爾麥特／八木俊典（Yagi Toshinori）
配音：三宅健太（日本動畫）
第一名英雄，被譽為「和平的象徵」，航一的偶像。
個性：我為人人
抹消磁頭／相澤消太（Eraser Head／Aizawa Shōta）
配音：諏訪部順一（日本動畫）
「抹消英雄」，第2話現身，因手指虎想拷問一名西裝男有關「觸發」的下落而誤以為對方是想襲擊無辜市民的敵人。
個性：抹消
天賦引擎（Ingenium）／飯田天晴（Iida Tensei）
配音：北田理道（日本動畫）
「渦輪英雄」，在晨跑時遇上航一並給予關於如何避免來不及停止滑行的建議並向他提出合作邀請，目睹航一一行人在晚間行俠仗義後雖收回邀請但仍對他表示尊敬。有一個名叫天哉的弟弟。
個性：引擎
名流隊長／克里斯多夫·史卡萊恩（Captain Celebrity / Christopher Skyline）
配音：森川智之（日本動畫）
在英雄發源地──美國活動的主流英雄。採取所謂的劇場型風格，為了讓自己的行動顯得更加華麗，即使有敵人在肆虐，也會等到媒體抵達或確認有待救者出現後才開始行動。因此身上的官司與醜聞多得數不清，被戲稱為「名流《騷動》隊長」，最終在美國難以繼續活動而來到日本謀生。再加上瞧不起歐爾麥特，使得他在航一心中的印象也相當差。
因為女性關係相當混亂，甚至被稱為「飛天種馬」，多數官司與醜聞都與桃色糾紛有關，目前最大的官司是來自分居中老婆所提的贍養費一案。他也曾對擔任啦啦隊的真出手，但由於她是妻子的朋友，擔心會惹妻子更加生氣，最後僅請她吃了一頓飯。之後，他的把柄被真掌握，並在她的提議下，採取了與以往相反的「硬派」形象戰略。雖然本人並不情願，但人氣正逐漸回升。
個性：飛行
能在空中飛行。
禮物麥克風／山田陽射（Present Mic／Yamada Hizashi）
配音：吉野裕行（日本動畫）
個性：聲音
午夜時分／香山睡（Midnight／Kayama Nemuri）
配音：渡邊明乃（日本動畫）
個性：沉眠香

## 出版書籍
| 卷數 | 集英社   | 集英社        | 集英社                 | 東立出版社         | 東立出版社     | 東立出版社             | 玉皇朝             | 玉皇朝        | 玉皇朝                 |
| 卷數 | 日文標題 | 發售日期      | ISBN                   | 台灣標題           | 發售日期       | ISBN                   | 香港標題           | 發售日期      | ISBN                   |
| ---- | -------- | ------------- | ---------------------- | ------------------ | -------------- | ---------------------- | ------------------ | ------------- | ---------------------- |
| 1    |          | 2017年4月4日  | ISBN 978-4-08-881093-5 | 有我在             | 2018年4月18日  | ISBN 978-957-26-0530-1 | 有我在             | 2018年7月12日 | ISBN 978-988-8507-39-9 |
| 2    |          | 2017年9月4日  | ISBN 978-4-08-881249-6 | 斷罪               | 2019年5月16日  | ISBN 978-957-26-0531-8 | 斷罪               | 2018年7月27日 | ISBN 978-988-8507-44-3 |
| 3    |          | 2018年2月2日  | ISBN 978-4-08-881335-6 | 學姊               | 2019年7月26日  | ISBN 978-957-26-0532-5 | 前輩               | 2018年11月1日 | ISBN 978-988-8507-67-2 |
| 4    |          | 2018年4月4日  | ISBN 978-4-08-881428-5 | 家人               | 2019年10月17日 | ISBN 978-957-26-1908-7 | 家族               | 2018年12月1日 | ISBN 978-988-8507-69-6 |
| 5    |          | 2018年9月4日  | ISBN 978-4-08-881547-3 | 去浪花之城出差吧！ | 2020年10月6日  | ISBN 978-957-26-1909-4 | 到浪花之街出勤耶！ | 2019年4月2日  | ISBN 978-988-8584-10-9 |
| 6    |          | 2019年2月4日  | ISBN 978-4-08-881739-2 | 講求合理的男人     | 2020年11月12日 | ISBN 978-957-26-2968-0 | 合理的男人         | 2019年9月18日 | ISBN 978-988-8584-64-2 |
| 7    |          | 2019年8月2日  | ISBN 978-4-08-881839-9 | 保護高塔！         | 2022年5月9日   | ISBN 978-957-26-3929-0 |                    |               |                        |
| 8    |          | 2019年12月4日 | ISBN 978-4-08-882090-3 | 雨與雲             | 2023年1月31日  | ISBN 978-957-26-4858-2 |                    |               |                        |
| 9    |          | 2020年3月4日  | ISBN 978-4-08-882240-2 | 畢業與出路         | 2024年5月9日   | ISBN 978-957-26-5058-5 |                    |               |                        |
| 10   |          | 2020年9月4日  | ISBN 978-4-08-882395-9 | 女王光臨           | 2025年5月16日  | ISBN 978-957-26-5819-2 |                    |               |                        |
| 11   |          | 2021年1月4日  | ISBN 978-4-08-882484-0 |                    |                |                        |                    |               |                        |
| 12   |          | 2021年4月2日  | ISBN 978-4-08-882610-3 |                    |                |                        |                    |               |                        |
| 13   |          | 2021年10月4日 | ISBN 978-4-08-882747-6 |                    |                |                        |                    |               |                        |
| 14   |          | 2022年5月2日  | ISBN 978-4-08-882859-6 |                    |                |                        |                    |               |                        |
| 15   |          | 2022年7月4日  | ISBN 978-4-08-883177-0 |                    |                |                        |                    |               |                        |

## 電視動畫
2024年12月22日宣布本作動畫化的消息，動畫第1季於2025年4月至6月播出。

### 製作人員
- 原作：古橋秀之、別天荒人、堀越耕平
- 監督：鈴木健一
- 系列構成、劇本：黑田洋介
- 角色設計：吉田隆彥
- 美術監督：渡邊幸浩
- 色彩設計：登晴子
- 攝影監督：張盈穎
- 3DCG監督：佐佐木瑞生
- 剪輯：廣瀨清志
- 音樂：林友樹、山城ショウゴ、古橋勇紀
- 音響監督：三間雅文
- 動畫製作：BONES FILM

### 主題曲
第1季
片頭曲

作詞：菅生健人，作曲：菅生健人、GRP，編曲：GRP，主唱：菅生健人
片尾曲

作詞、作曲：浦山蓮，編曲、主唱：yutori

### 各話列表
| 第1話  | 有我在               | 鈴木健一          | 鈴木健一   | 吉田隆彥                                                                                       | -                 | 2025年 4月7日 |
| 第2話  | 離陸                 | 鈴木健一 内田直人 | 森川沙耶香 | 賴志青 北村友幸 齋藤恒德                                                                       | 吉田隆彦          | 4月14日       |
| 第3話  | 蜂                   | 江副仁美 鈴木健一 | 江副仁美   | 高野惠子 金久保典江 香田知樹 永井達郎                                                          | 吉田隆彦          | 4月21日       |
| 第4話  | 頂尖跑者             | 和田積木          | 和田積木   | 野間千賀子 宮田寬知 靏田尚見 川元利浩                                                          | 吉田隆彦          | 4月28日       |
| 第5話  | 斷罪                 | 伊藤慎之助        | 伊藤慎之助 | 玉置敬子 藤井奈美 宮田寬知                                                                     | 吉田隆彦          | 5月5日        |
| 第6話  | 一線                 | 福田道生          | 高藤聰     | 北村友幸 賴志青 近藤圭一 齋藤恒德                                                              | 吉田隆彦          | 5月12日       |
| 第7話  | 真                   | 内田直人          | 廣田光平   | 杉本蘭子 米澤怜美 香田知樹 川元利浩                                                            | 吉田隆彦          | 5月19日       |
| 第8話  | MAJOR                | 吉田泰三          | 森川沙耶香 | 高野惠子 宮田寬知 平野翔 靏田尚見                                                              | 吉田隆彦 玉置敬子 | 5月26日       |
| 第9話  | 虎媽來襲！           | 高藤聰            | 高藤聰     | 村井孝司 角田茉央 上竹哲郎 小平佳幸 長谷部敦志                                                 | 吉田隆彦          | 6月2日        |
| 第10話 | 活動開辦！           | 内田直人 鈴木健一 | 板庇迪     | 藤井奈美 加藤美穗 上竹哲郎 角田茉央 玉置敬子 葵玲                                              | 吉田隆彦 玉置敬子 | 6月9日        |
| 第11話 | 表演當天             | 川尻健太郎        | 川尻健太郎 | 米澤怜美 北村友幸 西村彩 杉本蘭子 香田知樹 靏田尚見 岡田繪里香                                 | 吉田隆彦 玉置敬子 | 6月16日       |
| 第12話 | 跟爸爸說再見         | 堀元宣            | 堀元宣     | 吉田隆彦 賴志青 近藤圭一 齋藤恒德 永井達郎 宮田勘地                                            | 吉田隆彦 玉置敬子 | 6月23日       |
| 第13話 | 男人手上拿著的東西是 | 内田直人          | 飛田剛     | 荏原裕子 柴田有香 北村友幸 岡田繪里香 杉本蘭子 平野翔 香田知樹 西村彩 高野惠子 靏田尚見 林飛鳥 | 吉田隆彦 玉置敬子 | 6月30日       |

### BD
| 卷數 | 發售日期      | 收錄話數       | 規格編號  |
| ---- | ------------- | -------------- | --------- |
| 1    | 2025年7月16日 | 第1話 - 第6話  | TBR35108D |
| 2    | 2025年9月17日 | 第7話 - 第13話 | TBR35109D |

## 外部連結
- 少年Jump+官方網站 （日語）

電視動畫
- 電視動畫官方網站 （日語）
- 電視動畫官方的X（前Twitter） （日語）
- 電視動畫官方的Instagram帳戶 （日語）
- 電視動畫官方的TikTok （日語）